# Pelegrina bicuspidata
Pelegrina bicuspidata là một loài nhện trong họ Salticidae.
Loài này thuộc chi Pelegrina. Pelegrina bicuspidata được Frederick Octavius Pickard-Cambridge miêu tả năm 1901.